# Твій День
«Твій день» — інфотейнмент-шоу, що демонструється на телеканалі «1+1». Виробництво здійснює команда програм «Сніданок з 1+1» та ЖВЛ («Життя відомих людей») за підтримки каналу «1+1». Прем'єра телевізійного проєкту відбулася в понеділок, 24 травня 2021 року. 23 лютого 2022 року вийшов останній випуск телепрограми. Через повномасштабне вторгнення Росії на територію України 24 лютого 2022 року показ телепрограми було призупинено.
У перший день телепрограма транслювалася одразу на чотирьох телеканалах «1+1 Media»: «1+1», «2+2», «Бігуді» та «УНІАН ТБ».

## Опис
З початку існування — 24 травня і до 25 червня 2021 року проєкт виходив протягом п'яти годин в ефір з понеділка по п'ятницю по буднях з 11:15 по 16:45. З 29 червня 2021 року шоу почало виходити по буднях з 11:15 по 14:45. В інформаційно-розважальному проєкті запрошені гості та експерти разом з ведучими обговорюють головні події дня та дають поради. В четвер буде працювати четверо ведучих, а в решту днів — по троє. Програму будуть переривати випуски ТСН о 12:00 та 14:00.
23 лютого 2022 року вийшов останній випуск телепрограми. Через повномасштабне вторгнення Росії на територію України 24 лютого показ телепрограми було призупинено.
Глядачі мають можливість впливати на подальший розвиток подій у студії через особисті історії, посталені запитання, пропонувати теми, брати участь у голосуваннях і опитуваннях комунікуючи з ведучими проєкту в прямому ефірі за допомогою спеціального інтерактиву та коментарів. Голосування відбувається на платформі 1+1 Video, Viber та Telegram.
|  | «Відтепер наше спілкування з аудиторією буде практично безперервним. Ми фактично візьмемо глядача за руку і будемо вести його по ефіру з самого ранку і до вечора», – вважає генеральний продюсер «1+1» Максим Кривицький. |

## Команда шоу
Продюсер — Єгор Гордєєв, телеведучий
Шеф-редакторка проєкту — Людмила Подлевська, випускова редакторка «Сніданку з 1+1».
Ведучі
- Перша трійка:
  - Тимур Мірошниченко, телеведучий
  - Анастасія Ровінська (Стася Єгорова), акторка
  - Володимир Рабчун, теле- та радіоведучий
- Друга трійка:
  - Костянтин Грубич, телеведучий (з 17 січня 2022 року, замінив Влада Яму)[6][7].
  - Ірина Ванникова, журналістка і колишня прессекретарка президента України Віктора Ющенка

Колишні ведучі
- - † Руслана Писанка, актриса і телеведуча (2021—2022)
  - Влад Яма, телеведучий (2021—2022)

Іноді щочетверга до трійки ведучих доєднуватиметься Олена Кравець, акторка студії «Вечірнього Кварталу». Кулінарну рубрику вестиме шеф-кухар Євген Клопотенко.